# شون موريلي
شون موريلي (بالإنجليزية: Shawn Morelli)‏ هي دراجة أمريكية، ولدت في 29 مارس 1976 في Greenville, Pennsylvania ‏ في الولايات المتحدة.

## وصلات خارجية
- شون موريلي على موقع إحصائيات الدراجات الإحترافية (الإنجليزية)
- شون موريلي على موقع نسبة الدراجات (الإنجليزية)
- شون موريلي على موقع Paralympic.org (الإنجليزية)
- شون موريلي على موقع IPC.InfostradaSports.com (مؤرشف) (الإنجليزية)
- شون موريلي على موقع اللجنة الأولمبية والبارالمبية الأمريكية (الإنجليزية)